# Hippolyte Ramaroson
Hippolyte Rarison Ramaroson (Antananarivo, 28 september 1951) is een Malagassische viceadmiraal die op 17 maart 2009 de facto president van Madagaskar was.

## Biografie
Van 25 februari 2010 tot maart 2011 was hij vicepremier en Minister van Buitenlandse Zaken van Madagaskar.
Onder leiding van Andry Rajoelina, het hoofd van de oppositionele politieke partij TGV (Tanora malaGasy Vonona, Vastbesloten Malagassische Jeugd), vonden er op het eiland al een tijdje gewelddadige protesten en manifestaties tegen de president plaats, wat leidde tot 135 doden en sociaal-economische problemen. Nadat het leger op 16 maart het presidentiële verblijf was binnengevallen ter ondersteuning van de oppositie, droeg Marc Ravalomanana het presidentschap over aan Hippolyte Ramaroson om een militaire regering te vormen. Enkele uren later werd de macht doorgeschoven naar Andry Rajoelina, die president bleef tot 1 januari 2014.